# Ото II (Салм-Кирбург)
Вижте пояснителната страница за други личности с името Ото II.
Ото II фон Кирбург (на немски: Otto II zu Kyrburg; * 5 септември 1578; † 3 април 1637, Щрасбург) е вилд-и Рейнграф в Кирбург-Дронекен-Вилденбург и шведски губернатор на Елзас.

## Произход
Той е син на вилд-и Рейнграф Ото I фон Залм-Кирбург-Мьорхинген (1538 – 1607) и съпругата му графиня Отилия фон Насау-Вайлбург (1546 – ок. 1610), дъщеря на граф Филип III фон Насау-Вайлбург (1504 – 1559) и третата му съпруга Амалия фон Изенбург-Бюдинген (1522 – 1579). Внук е на вилд-и Рейнграф Йохан VIII фон Залм-Кирбург-Мьорхинген (1522 – убит 1548) и съпругата му графиня Анна фон Хоенлое-Валденбург (1524 – 1594).
Брат е на Йохан IX (1575 – 1623), вилд-и Рейнграф в Залм-Кирбург-Мьорхинген, Йохан Казимир (1577 – 1651), вилд-и Рейнграф в Залм-Кирбург (1607 – 1651) и шведски генерал, и на Георг Фридрих († 1602 в Унгария).

## Фамилия
Първи брак: на 22 ноември 1614 г. с графиня Клаудия фон Мандершайд-Шлайден (* 7 октомври 1581; между 1 януари 1622 – 14 декември 1622), внучка на граф Дитрих V фон Мандершайд († 1560), дъщеря на граф Йоахим фон Мандершайд-Нойербург-Вирнебург († 1582) и графиня Магдалена фон Насау-Висбаден-Идщайн (1546 – 1604), дъщеря на Адолф IV фон Насау-Висбаден-Идщайн (1518 – 1556). Бракът е бездетен.
Втори брак: на 21 юли 1623 г. с фрайин Филипа Барбара фон Флекенщайн († пр. 1637), вдовица на граф Филип II фон Еберщайн-Вертенщайн (1570 – 1609), дъщеря на фрайхер Филип Волфганг фон Флекенщайн († 1618) и Анна Александрия фон Раполтщайн (1565 – 1610). Бракът е бездетен.